# Liste der Naturdenkmale im Main-Kinzig-Kreis
Die Liste der Naturdenkmale im Main-Kinzig-Kreis nennt die Listen und die Anzahl der in den Städten, Gemeinden und dem gemeindefreien Gebiet im Main-Kinzig-Kreis gelegenen Naturdenkmale.
In dem im August 2015 veröffentlichten Verzeichnis für den Main-Kinzig-Kreis mit Ausnahme der Stadt Hanau stehen 161 Naturdenkmale. Im September 2014 gab es im Stadtgebiet von Hanau weitere 38 Naturdenkmale.
| Ort                   | Liste                                             | Anzahl der Naturdenkmale |
| --------------------- | ------------------------------------------------- | ------------------------ |
| Bad Orb               | Liste der Naturdenkmale in Bad Orb                | 02                       |
| Bad Soden-Salmünster  | Liste der Naturdenkmale in Bad Soden-Salmünster   | 03                       |
| Biebergemünd          | Liste der Naturdenkmale in Biebergemünd           | 16                       |
| Birstein              | Liste der Naturdenkmale in Birstein               | 16                       |
| Brachttal             | Liste der Naturdenkmale in Brachttal              | 03                       |
| Bruchköbel            | Liste der Naturdenkmale in Bruchköbel             | 03                       |
| Erlensee              | Liste der Naturdenkmale in Erlensee               | 01                       |
| Flörsbachtal          | Liste der Naturdenkmale in Flörsbachtal           | 10                       |
| Freigericht           | Liste der Naturdenkmale in Freigericht (Hessen)   | 03                       |
| Gelnhausen            | Liste der Naturdenkmale in Gelnhausen             | 05                       |
| Großkrotzenburg       | Liste der Naturdenkmale in Großkrotzenburg        | 01                       |
| Gründau               | Liste der Naturdenkmale in Gründau                | 15                       |
| Gutsbezirk Spessart   | Liste der Naturdenkmale im Gutsbezirk Spessart    | 03                       |
| Hammersbach           | Liste der Naturdenkmale in Hammersbach            | 04                       |
| Hanau                 | Liste der Naturdenkmale in Hanau                  | 38                       |
| Hasselroth            | [ 3 ]                                             |                          |
| Jossgrund             | [ 3 ]                                             |                          |
| Langenselbold         | [ 3 ]                                             |                          |
| Linsengericht         | Liste der Naturdenkmale in Linsengericht (Hessen) | 03                       |
| Maintal               | Liste der Naturdenkmale in Maintal                | 04                       |
| Neuberg               | Liste der Naturdenkmale in Neuberg (Hessen)       | 02                       |
| Nidderau              | Liste der Naturdenkmale in Nidderau               | 04                       |
| Niederdorfelden       | Liste der Naturdenkmale in Niederdorfelden        | 03                       |
| Rodenbach             | [ 3 ]                                             |                          |
| Ronneburg             | Liste der Naturdenkmale in Ronneburg (Hessen)     | 01                       |
| Schlüchtern           | Liste der Naturdenkmale in Schlüchtern            | 30                       |
| Schöneck              | Liste der Naturdenkmale in Schöneck (Hessen)      | 01                       |
| Sinntal               | Liste der Naturdenkmale in Sinntal                | 12                       |
| Steinau an der Straße | Liste der Naturdenkmale in Steinau an der Straße  | 07                       |
| Wächtersbach          | Liste der Naturdenkmale in Wächtersbach           | 09                       |

## Belege und Anmerkungen
1. ↑  
Naturdenkmale im Main-Kinzig-Kreis. (PDF; 74 kB) Umweltbericht MKK. Main-Kinzig-Kreis, August 2015, archiviert vom Original (nicht mehr online verfügbar) am 24. Januar 2016; abgerufen am 21. Januar 2016.
2. ↑  
Naturdenkmale. Stadt Hanau, 22. September 2014, archiviert vom Original (nicht mehr online verfügbar) am 24. Januar 2016; abgerufen am 21. Januar 2016.
3. 1 2 3 4  
kein Naturdenkmal gemeldet